# Jakub Moder
Jakub Piotr Moder (výslovnost: [jakup 'pʲɔtr mɔdɛr]; * 7. dubna 1999 Szczecinek) je polský fotbalista, který hraje jako záložník za Brighton & Hove Albion FC a polskou reprezentaci.

## Klubová kariéra
S kariérou začal v přípravce Fortuně Wieleń, ze které přestoupil do přípravky Warty Poznań.

### Lech Poznań
V roce 2014 přestoupil do akademie Lechu. V roce 2016 začal hrát za B-tým. 2. dubna 2018 debutoval v Ekstraklase proti Wisłe Krakov.

#### Hostování v Odře Opole
V sezóně 2018/19 byl poslán na hostování do Odry Opole.

#### Sezóna 2019/20
Po návratu z hostování prodloužil s Lechem smlouvu. V únoru 2020 vstřelil svůj první gól za klub, při zápase proti Rakówu Częstochowa.
V červnu 2020 byl zvolen nejlepším mladým hráčem měsíce.

#### Sezóna 2020/21
Moder hrál s klubem předkola Evropské ligy, v zápase proti Valmiere si připsal asistenci.

### Brighton & Hove Albion
6. října 2020 podepsal smlouvu s anglickým Brightonem.

#### Hostování v Lechu Poznań
Hned po přestupu byl poslán na hostování zpátky do Lechu. V říjnu 2020 debutoval v Evropské lize proti Benfice. 

#### Sezóna 2020/21
10. února 2021 debutoval za Brighton proti Leicesteru, v pátém kole FA Cupu. V Premier League debutoval 27. února proti West Bromwich Albion, kdy nastoupil v 84. minutě za Bena Whitea.

#### Sezóna 2021/22
Svůj první gól za klub vstřelil 24. srpna 2024 v EFL Cupu proti Cardiffu City. 8. ledna 2022 vstřelil svůj druhý gól, v FA Cupu. 2. dubna se v zápase proti Norwich City zranil. V důsledku toho vynechal celou sezónu i Mistrovství světa ve fotbale 2022. 

#### Sezóna 2022/23
Moder celou sezónu 2022/23 vynechal z důvodu zranění. V dubnu 2023 začal trénovat.

#### Sezóna 2023/24
25. listopadu 2023 nastoupil za klub poprvé od roku 2022, Brighton vyhrál proti Nottinghamu Forest.

## Reprezentační kariéra
Nastupoval za mládežnické reprezentace.
4. září 2020 debutoval za seniorskou reprezentaci. Šlo o zápas Ligy národů proti Nizozemsku. 
11. listopadu 2020 vstřelil pár sekund poté, co nastoupil za Arkadiusze Milika, svůj první gól za reprezentaci.
Byl jmenován do 26členné sestavy na Mistrovství Evropy ve fotbale 2020. Nastoupil do 2 zápasů ve skupině, Polsko nakonec s jedinou výhrou nepostoupilo.
Byl vybrán také na Mistrovství světa ve fotbale 2022, nenastoupil ale kvůli zranění.
Byl vybrán také na Mistrovství Evropy ve fotbale 2024.